# Eyección de masa coronal
Se denomina eyección de masa coronal o CME (por sus siglas en inglés: Coronal Mass Ejection) a una onda hecha de radiación y viento solar que se desprende del Sol en el periodo llamado Actividad Máxima Solar. Esta onda es muy peligrosa ya que, si llega a la Tierra y su campo magnético está orientado al sur, puede dañar los circuitos eléctricos, los transformadores y los sistemas de comunicación, además de reducir el campo magnético de la Tierra por un período[cita requerida]. Cuando esto ocurre, se dice que hay una tormenta solar. Sin embargo, si está orientado al norte, rebotará inofensivamente en la magnetosfera.[cita requerida] La magnetosfera o magnetósfera es una región alrededor de un planeta en la que el campo magnético de este desvía la mayor parte del viento solar formando un escudo protector contra las partículas cargadas de alta energía procedentes del Sol.

## Descripción

Arcos que crecen por encima de una región activa del Sol.

Las eyecciones de masa coronal lanzan ingentes cantidades de materia y radiación electromagnética hacia el espacio más allá de la superficie solar. En algunos casos estas eyecciones se quedan en la corona (llamándose entonces prominencias solares) o pueden adentrarse en el sistema solar o incluso más allá, en el espacio interestelar. El material eyectado es un plasma consistente principalmente de electrones y protones, pero puede contener pequeñas cantidades de partículas más pesadas como helio, oxígeno e incluso hierro. Esto se debe a los enormes cambios y turbulencias producidos en el campo magnético de la corona solar. La observación de estas eyecciones se realiza con el coronógrafo y solo se puede obtener una eyección de masa coronaria a través de un jalador[cita requerida].

## Causa
Investigaciones científicas recientes han demostrado que el fenómeno de reconexión magnética es responsable de las eyecciones de masa coronales y de las erupciones solares. Reconexión magnética es el nombre dado al reordenamiento de las líneas de campo magnético cuando dos campos magnéticos opuestos se acercan. Este reordenamiento está acompañado de una liberación espontánea de la energía almacenada en los campos originales dirigidos de forma opuesta.
En el Sol, la reconexión magnética puede comenzar por una pequeña curva en el campo magnético que poco a poco se va cerrando sobre sí misma. Las líneas de campo de fuerza se ven cada vez más curvadas hasta que de repente cortan la curva, volviendo a la forma original. Sin embargo queda una parte sin conexión en forma de anillo. Este campo magnético en forma de anillo y el material que este contiene se pueden expandir violentamente hacia el exterior formando la eyección de masa coronaria.
Esto también explica por qué las EMC y las erupciones solares ocurren desde los puntos donde el campo magnético solar es mucho más fuerte que la media.